# 舞田寿三郎
舞田 寿三郎（まいだ じゅさぶろう、1882年5月12日 - 1968年6月24日）は、日本の政治家。衆議院議員（1期）。

## 経歴
愛知県出身。織物業を営み、愛知県実業組合連合会会長、三河織物同業組合長、日本織物中央会頭、日本輸出綿織物工業組合理事長、日本織物機業会理事、丸東繊維(株)理事、山田産業(株)監査役、社団法人蒲郡商工会議所会頭となり、また、愛知県会議員、蒲郡町(現・蒲郡市)長となる。
1920年の第14回衆議院議員総選挙において愛知12区から立憲政友会公認で立候補して当選する。衆議院議員を1期務め、1924年の第15回衆議院議員総選挙で落選した。1968年に死去した。